# Lars Scheenstra
Lars Scheenstra (Heerenveen, 26 mei 1993) is een voormalig Nederlands inline-skater en langebaanschaatser.

## Carrière
Scheenstra werd in 2013 (samen met de tweelingbroers Michel en Ronald Mulder Europees kampioen inline-skaten tijdens de Europese kampioenschappen inlineskaten in Almere. Later dat jaar werd hij vierde bij de Wereldkampioenschappen inlineskaten in Oostende (België). In 2014 werd Scheenstra Nederlands kampioen op de puntenkoers in Wezep. Na een vroege demarrage werd Scheenstra pas laat in de wedstrijd teruggehaald door het peloton, omdat de lange sprinter normaal gesproken niet tot de favorieten op de lange afstanden behoorde.
Vanwege het ontbreken van de Olympische status van de skeelersport, probeerde Scheenstra de focus te verleggen naar de schaatssport. In 2014 kwalificeerde hij zich voor het NK Sprint in Amsterdam. Hier finishte hij als 19e. De vooruitgang van Scheenstra stagneerde in 2015 door de ziekte van Pfeiffer, gevolgd door een liesblessure in 2016. Hierna besloot hij zich te richten op een carrière bij de brandweer.
Scheenstra stond binnen de schaats- en skeelersport bekend om zijn uitzonderlijke lengte (2,04 meter), wat hem veel voordeel gaf met de "spagaatfinish".